# Ford GT (2017)
Der Ford GT ist ein Mittelmotor-Supersportwagen des Automobilherstellers Ford, der zwischen 2016 und 2023 in limitierter Stückzahl hergestellt wurde. Im Rahmen der Detroit Motor Show 2015 stellte Ford ein seriennahes Konzeptfahrzeug vor, das die Nachfolge des Ford GT40 und des zwischen 2004 und 2006 gebauten Ford GT antreten sollte.

## Käuferbewerbung
Ursprünglich plante Ford eine begrenzte Stückzahl, mindestens jedoch 300 Fahrzeuge zu produzieren, davon jeweils 150 Stück in den Jahren 2017 und 2018. Nach und nach stockte Ford die Anzahl auf 1.350 Fahrzeuge auf, die über sechs Jahre produziert wurden. Für den Erwerb eines GT musste ein Kaufinteressent ein strenges Bewerbungsprogramm durchlaufen, in dem unter anderem angegeben werden muss, wie oft der GT gefahren werden soll, wie aktiv der Kaufinteressent in sozialen Netzwerken sei und wie viele Ford-Fahrzeuge er besaß. Auch ein persönliches Gespräch war vor dem Erwerb des Supersportwagens erforderlich. Der Bewerbungsprozess konnte in 21 Ländern der Welt absolviert werden, darunter war auch Deutschland. Bewerbungen für die ersten 500 Exemplare wurden zwischen dem 13. April 2016 und dem 12. Mai 2016 entgegengenommen, insgesamt bewarben sich mehr als 6.500 Personen für die Fahrzeuge. Die 250 Exemplare des dritten Produktionsjahrs 2019 waren nur für Bewerber, die bei der ersten Stufe des Bewerbungsprozesses abgelehnt wurden. Neue Bewerbungen nahm Ford ab dem 8. November 2018 nur noch für die letzten Produktionsjahre 2021 und 2022 mit weiteren 350 Exemplaren an.
Im Juli 2016 wurden die ausgewählten Kunden von Ford über den Erfolg ihrer Bewerbung in Kenntnis gesetzt. Am 16. Dezember 2016 startete die Produktion des Fahrzeugs in einer neuen Manufaktur im kanadischen Markham, die ersten Ford GT wurden kurz darauf ausgeliefert. In Europa wurden die ersten Fahrzeuge im Februar 2018 an die Kunden übergeben. Der Preis in Deutschland belief sich auf rund 530.000 Euro. Von den ersten 250 Exemplaren aus dem Jahr 2017 sollen neun in Deutschland ausgeliefert worden sein.
Der US-amerikanische Wrestler John Cena verkaufte seinen im Oktober 2017 erhaltenen Ford GT bereits einen Monat später weiter. Ford reichte daraufhin Klage gegen Cena ein und verwies auf Klauseln im Bewerbungsprozess und im Vertrag der Bestellbestätigung. Dort wird der Weiterverkauf des Supersportwagens in den ersten zwei Jahren nach der Auslieferung angeblich untersagt.

## Technische Daten

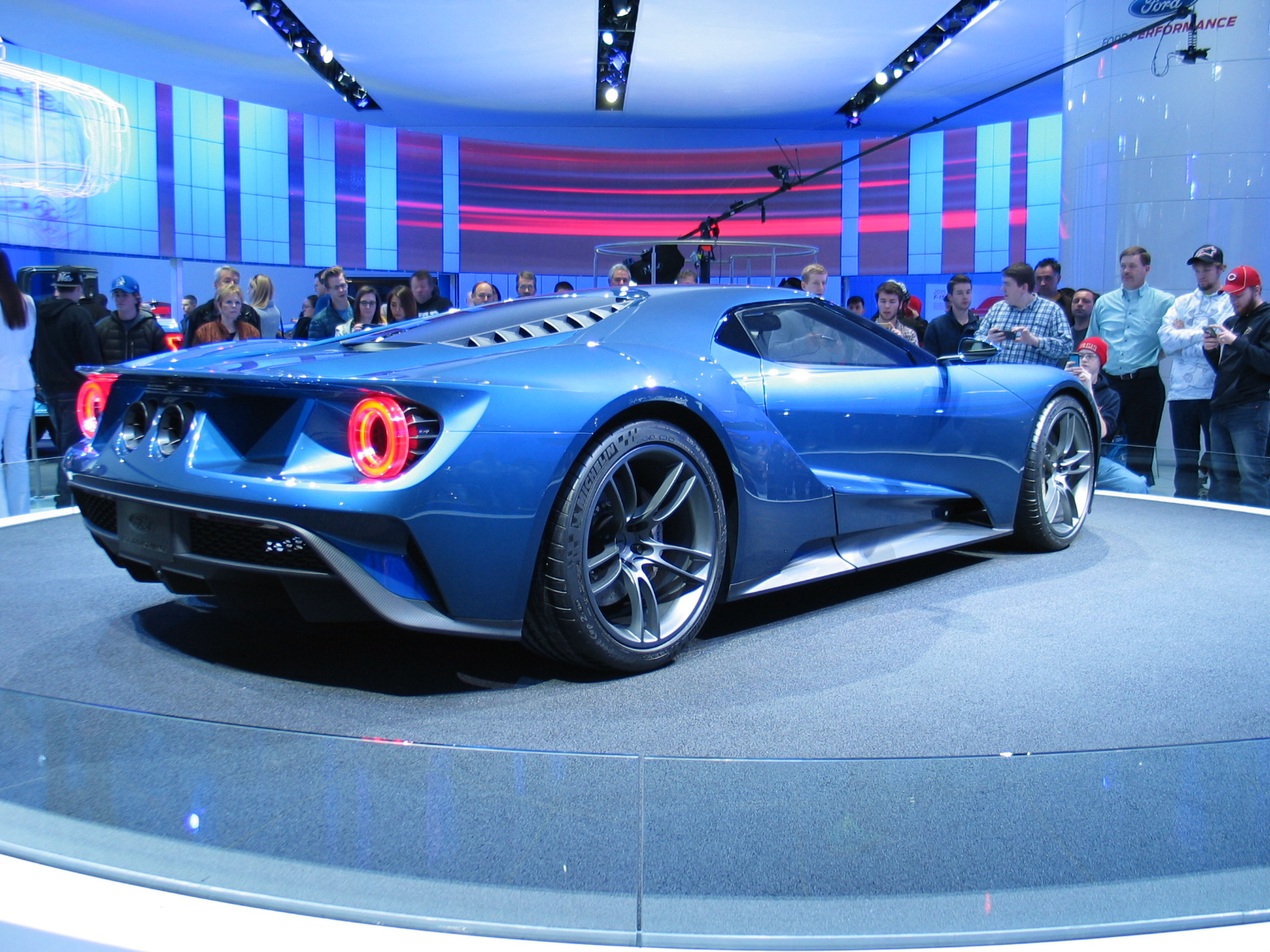
Heckansicht

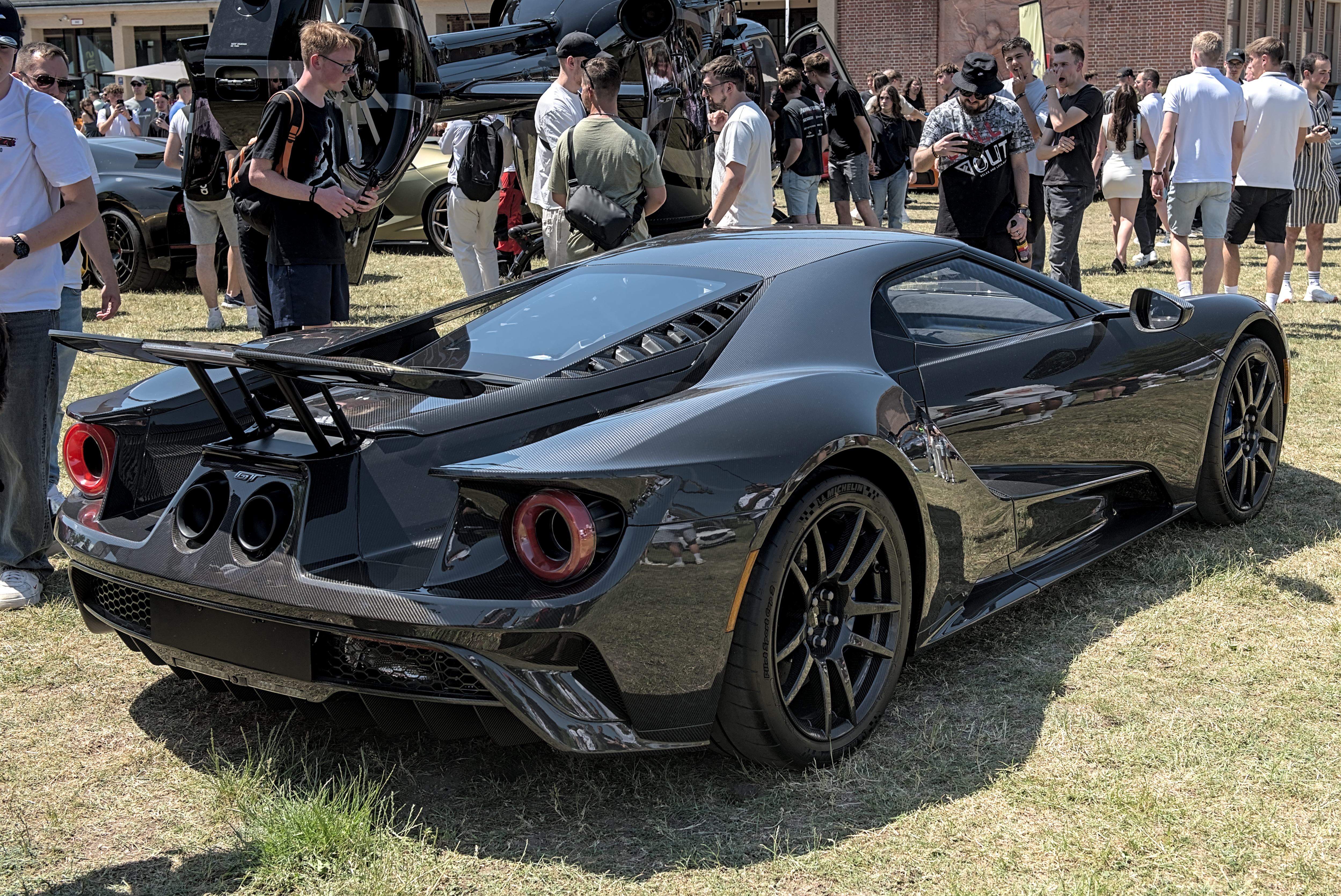
Heckansicht mit ausgefahrenem Heckflügel

Das Fahrzeug hat ein Monocoque aus kohlenstofffaserverstärktem Kunststoff (CFK) und  Aluminiumrahmen, auch die Karosserie besteht aus CFK. Anders als der Vorgänger verfügt der Ford GT über Schmetterlingstüren.
Der Ford GT wird von einem EcoBoost-V6-Motor mit 3,5 Liter Hubraum und zwei Turboladern angetrieben, der 483 kW (656 PS) leistet und den Wagen auf bis zu 347 km/h beschleunigt.  Ausgeliefert wird der hinterradangetriebene Wagen mit einem Siebengang-Doppelkupplungsgetriebe von Getrag mit Schaltwippen am Lenkrad.
Im Ford GT wird in großem Umfang Technik aus dem Rennsport verwendet, darunter die höhenverstellbare Schubstreben-Radaufhängung mit aktivem Stabilisator. Diverse Luftleitelemente des Fahrzeugs, wie zum Beispiel der in Höhe und Anstellwinkel verstellbare Heckflügel, stellen sich auf die Fahrsituation ein, um für bestmögliche Fahrleistungen zu sorgen. Der Wagen hat 20-Zoll-Leichtmetallräder und Bremsscheiben aus Carbon-Keramik von Brembo. Die Michelin-Reifen vom Typ Pilot Sport Cup 2 wurden speziell für den Ford GT entwickelt.
|                                             | Ford GT                        |
| Bauzeitraum                                 | 12/2016–03/2023                |
| Motorkenndaten                              |                                |
| Motortyp                                    | V6-Ottomotor                   |
| Einbaulage                                  | Mittig längs                   |
| Motoraufladung                              | Twinturbo                      |
| Hubraum                                     | 3497 cm³                       |
| Bohrung × Hub                               | 92,51 × 86,7 mm                |
| Verdichtung                                 | 9,0 : 1                        |
| Max. Leistung bei min−1                     | 483 kW (656 PS) / 6250         |
| Max. Drehmoment bei min−1                   | 746 Nm / 5900                  |
| Kraftübertragung                            |                                |
| Antrieb                                     | Hinterradantrieb               |
| Getriebe                                    | 7-Gang-Doppelkupplungsgetriebe |
| Messwerte                                   |                                |
| Höchstgeschwindigkeit                       | 347 km/h                       |
| Beschleunigung, 0–100 km/h                  | 2,8 s                          |
| Leergewicht                                 | 1385 kg                        |
| Tankinhalt                                  | 57 l                           |
| Kraftstoffverbrauch auf 100 km (kombiniert) | 14,9 l Super                   |
| CO2-Emissionen (kombiniert)                 | 350 g/km                       |
| Abgasnorm                                   | Euro 6                         |

## Modellvarianten

### ’66 Heritage Edition
Für das Modelljahr 2017 wurde mit der Ford GT ’66 Heritage Edition ein auf 50 Exemplare limitiertes Sondermodell in Anlehnung an den siegreichen Ford GT40 des 24-Stunden-Rennens von Le Mans 1966 angeboten. Die Karosserie ist wahlweise glänzend oder matt in Shadow Black lackiert und wird von silbernen Rallye-Streifen und einem Sichtcarbon-Paket verziert. Darüber befinden sich auf der Haube an der Fahrzeugfront und den Türen Grafiken in Anlehnung an die Startnummer 2 des GT40-Vorbilds in der Lackfarbe Frozen White. Die Aluminium-Räder sind glänzend gold lackiert. Das Interieur wird durch Ebony-Leder, goldene Applikationen und blaue Sicherheitsgurten bestimmt.

### ’67 Heritage Edition

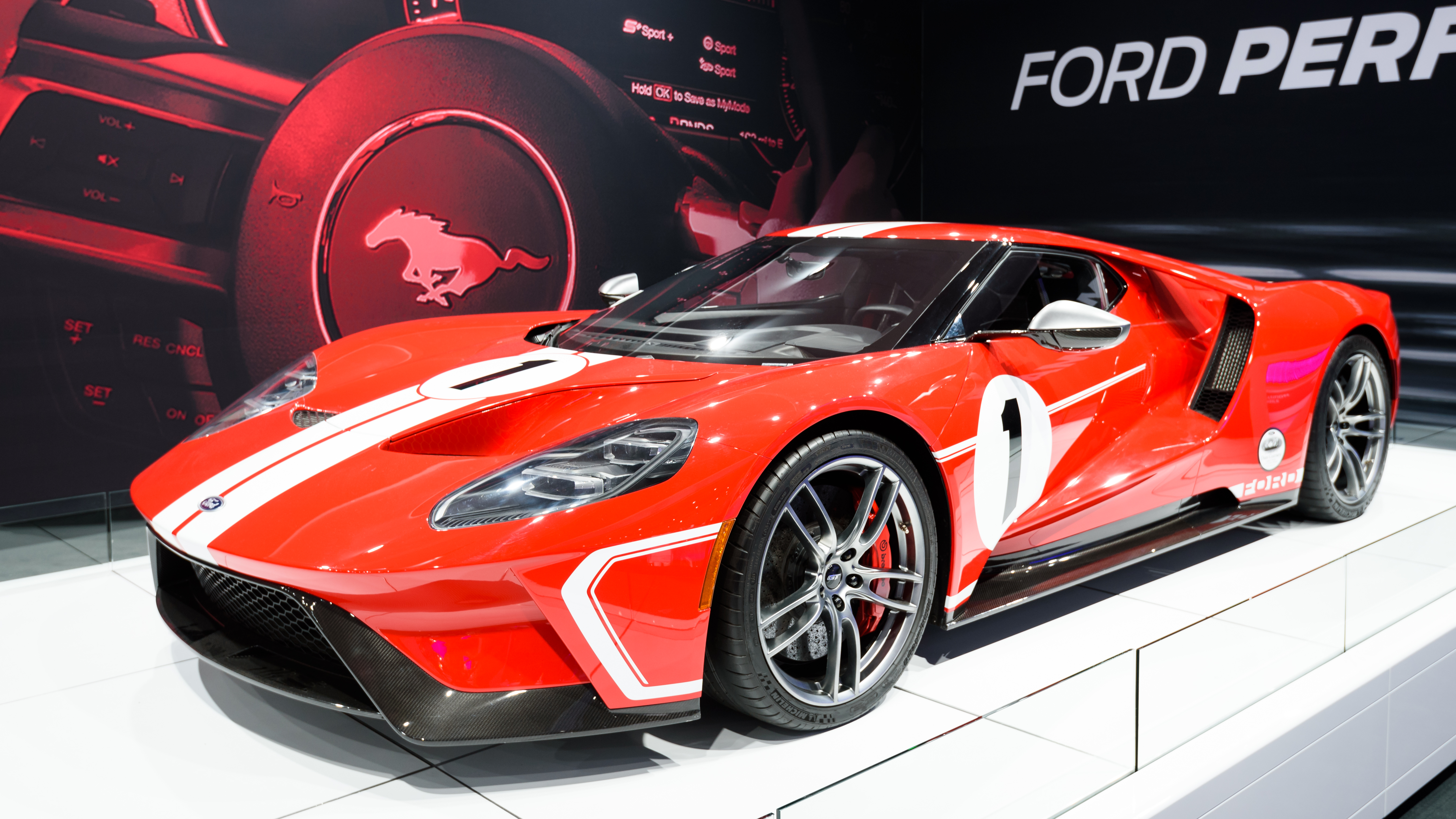
Ford GT '67 Heritage Edition

Der Ford GT ’67 Heritage Edition ist das zweite Modell aus der Heritage-Edition-Reihe und erinnert an den 1967 in Le Mans siegreichen Ford GT40 Mark IV. Analog zum Vorbild ist die Karosserie der ’67 Heritage Edition in Race Red mit weißen Rallye- und seitlichen Streifen sowie der Startnummer 1 auf Haube und Türen lackiert. Die Außenspiegel und Felgen sind silber lackiert, die Bremssättel rot. Besondere Ausstattungsmerkmale im Interieur sind unter anderem rote Akzentnähte an Sitzen und dem Lenkrad, rote Sicherheitsgurte und eloxierte Schaltwippen. Das Sondermodell wurde in limitierter Stückzahl für das Modelljahr 2018 angeboten.

### 2019 Heritage Edition

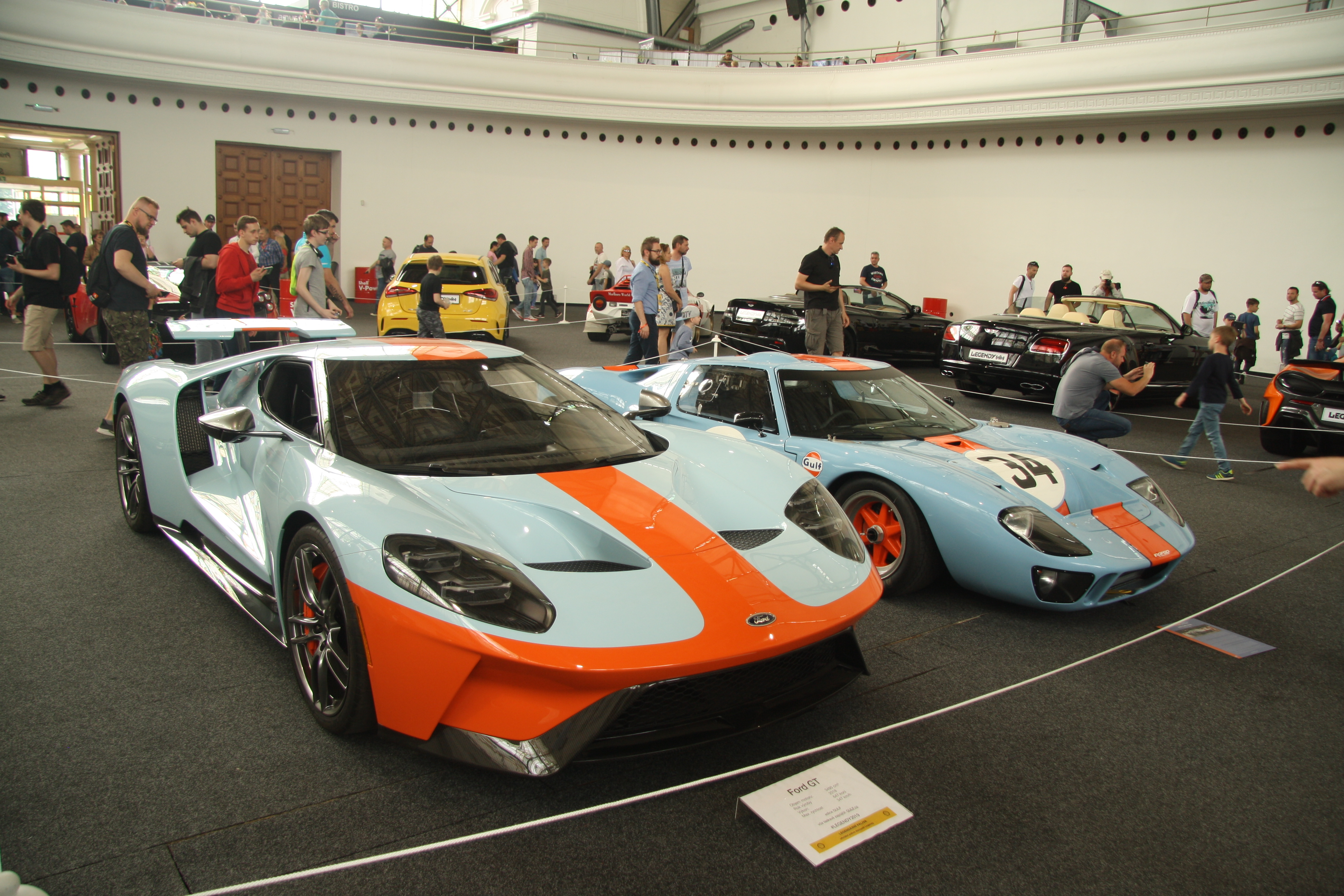
Ford GT 2019 Heritage Edition neben einem Ford GT40 in Gulf-Lackierung

Im August 2018 stellte Ford das dritte Heritage-Edition-Sondermodell vor. Die 2019 Heritage Edition feiert den Ford GT40 in Gulf-Lackierung, der bei den 24-Stunden von Le Mans 1968 und 1969 Gesamtsieger wurde. Die Karosserie ist in Heritage Blue mit Streifen in Heritage Orange lackiert. Im Gegensatz zu den beiden vorherigen Varianten der Reihe wird die 2019 Heritage Edition über zwei Modelljahre angeboten. Dabei tragen die 2019 produzierten Exemplare die Startnummer 9 und die 2020 gebauten die Startnummer 6. Die Felgen sind unabhängig vom Modelljahr glänzend dunkelgrau lackiert, die Bremssättel sind orange lackiert. Im Interieur finden sich blaue und orange Kontrastnähte auf dem Lenkrad und den Sitzen. Letztere sind zudem mit einer neuen Prägung versehen, die vom Siegerwagen von 1968 inspiriert ist.

### Competition Series

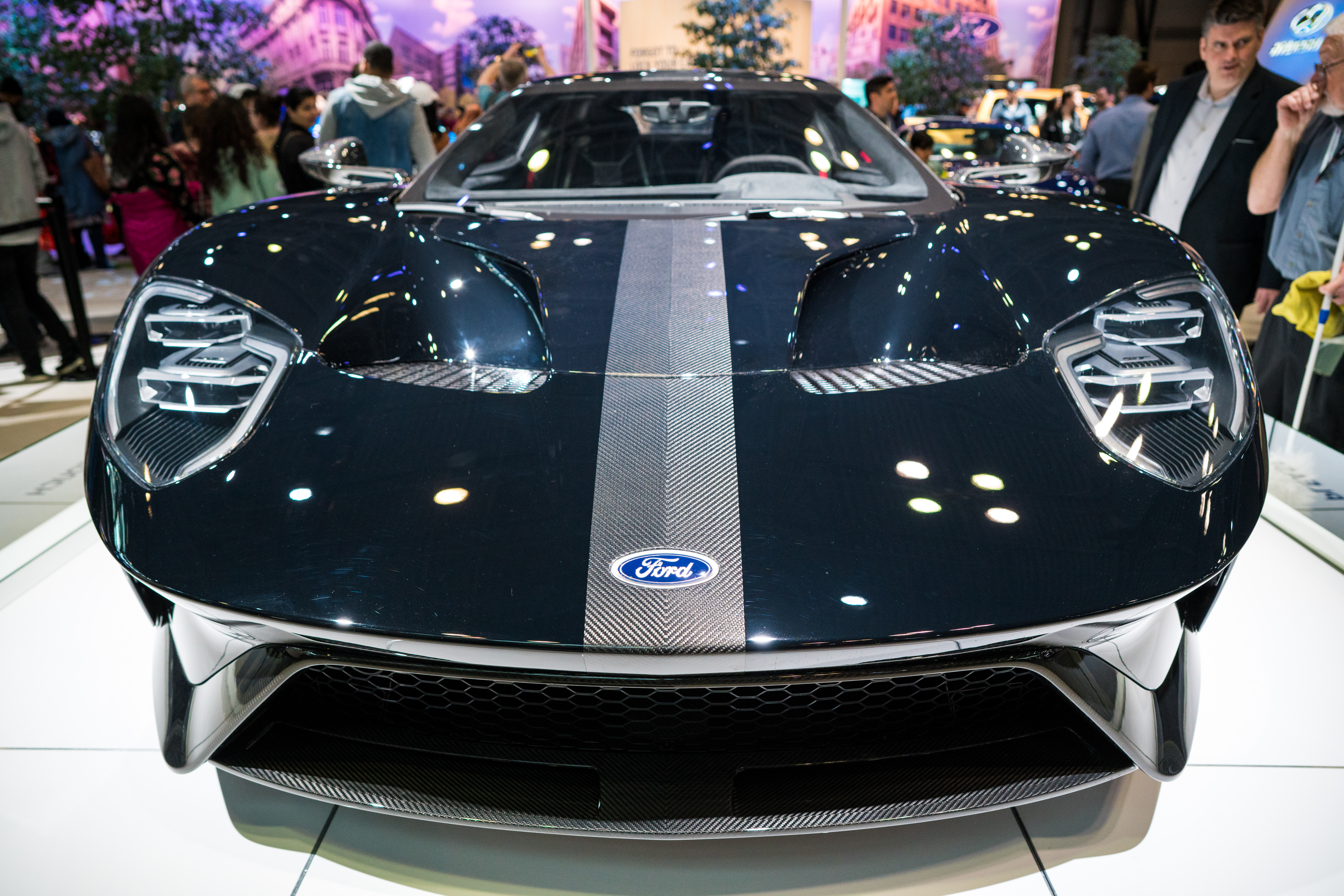
Ford GT Competition Series in Shadow Black

Die Competition Series wurde im Februar 2017, wenige Wochen nach dem ersten Klassensieg der Rennversion des Ford GT beim 24-Stunden-Rennen von Daytona, ebenda vorgestellt. Mit dem limitierten Sondermodell bot Ford eine leichtere Variante des GT an. Der Fahrzeugschwerpunkt wird unter anderem durch die Verwendung einer leichteren Acryl-Motorabdeckung sowie A-Säulen und Außenspiegeln aus kohlenstofffaserverstärktem Kunststoff (CFK) weiter gesenkt, um die Straßenlage zu verbessern. Im Interieur werden Alcantara und CFK-Oberflächen verwendet, während auf Ausstattungsgegenstände wie Klimaanlage, Radio, Lautsprecher, Gepäckablagen und Becherhalter zur weiteren Gewichtsersparnis verzichtet wird. Das Exterieur zeichnet sich durch einen CFK-Racing-Stripe, CFK-Räder, diverse andere Bauteile aus CFK sowie einer Titan-Auspuffanlage aus. Die Competition Series wird exklusiv in Nordamerika in den Außenfarben schwarz, weiß, silber, blau, grau und gelb angeboten.

### Carbon Series
Im Oktober 2018 präsentierte Ford die Ford GT Carbon Series als exklusives Sondermodell für den US-amerikanischen Markt. Diese Modellvariante ist durch die Verwendung von mehr Carbon-Elementen 18 kg leichter als das Basismodell. Zu den überarbeiteten Komponenten zählen unter anderem CFK-Räder mit Titan-Radmuttern, eine Titan-Auspuffanlage sowie einer Motorabdeckung aus Polycarbonat. Im Gegensatz zur Competition Series hat die Carbon Series eine Klimaanlage und ein Audiosystem. Äußerlich ist die Carbon Series an den Carbon-Rallyestreifen, mattschwarzen Rädern und diversen CFK-Elementen im Exterieur und Interieur zu erkennen. Mit dem optionalen Akzente-Paket (zur Auswahl stehen hierbei die Farben silber, orange, rot und blau) kommen Außenspiegel, Bremssättel und ein zusätzlicher schmaler Streifen in der jeweiligen Farbe als weitere Erkennungsmerkmale hinzu. Pro Woche soll von der Carbon Series nur ein Exemplar hergestellt werden.

### GT Mk II
Während des Goodwood Festival of Speed 2019 wurde mit dem Ford GT Mk II eine auf 45 Exemplare limitierte, nicht-straßentaugliche Ausbaustufe des Ford GT präsentiert. Der Mk II wurde gemeinsam mit Multimatic entwickelt und soll das volle Leistungspotenzial des Ford GT ohne Einschränkungen durch Zulassungsbehörden oder Motorsport-Reglements veranschaulichen. Gebaut wird das Sondermodell zunächst im Ford GT-Hauptwerk in Markham, bevor es in einer „Spezialfabrik“ von Multimatic Motorsports umgebaut und fertiggestellt wird. Die aerodynamischen Anbauteile erzeugen dem Hersteller zufolge mehr Abtrieb als die der GTE-Rennversion des Ford GT, aus dem viele Komponenten des Mk II stammen. Zu den weiteren Modifikationen zählen ein nun über 700 PS starker Motor, 5-fach verstellbare Stoßdämpfer, Michelin-Rennreifen, ein neu kalibriertes Getriebe, ein großer Lufteinlass auf dem Dach, ein Sparco-Rennsitz mit 6-Punkt-Renngurten und ein MoTeC-Telemetriesystem. Die Performance auf Rennstrecken übertrifft Ford zufolge die von GT3- und GTD-Rennwagen. Der GT Mk II ist allerdings für keine ausgeschriebene Rennserie homologiert und somit ausschließlich als Trackday-Fahrzeug nutzbar.
Der GT Mk II wurde von Multimatic zu einem Startpreis von 1,2 Millionen US-Dollar verkauft. Einer Aussage des Präsidenten und Geschäftsführers von Multimatic, Raj Nair, zufolge, war die Nachfrage für den Mk II so hoch, dass man alle 45 Fahrzeuge noch am Tag der Vorstellung hätte verkaufen können. Infolgedessen wurden das Bestellungsfenster bereits zum 31. August 2019 geschlossen.

### 2021 Heritage Edition

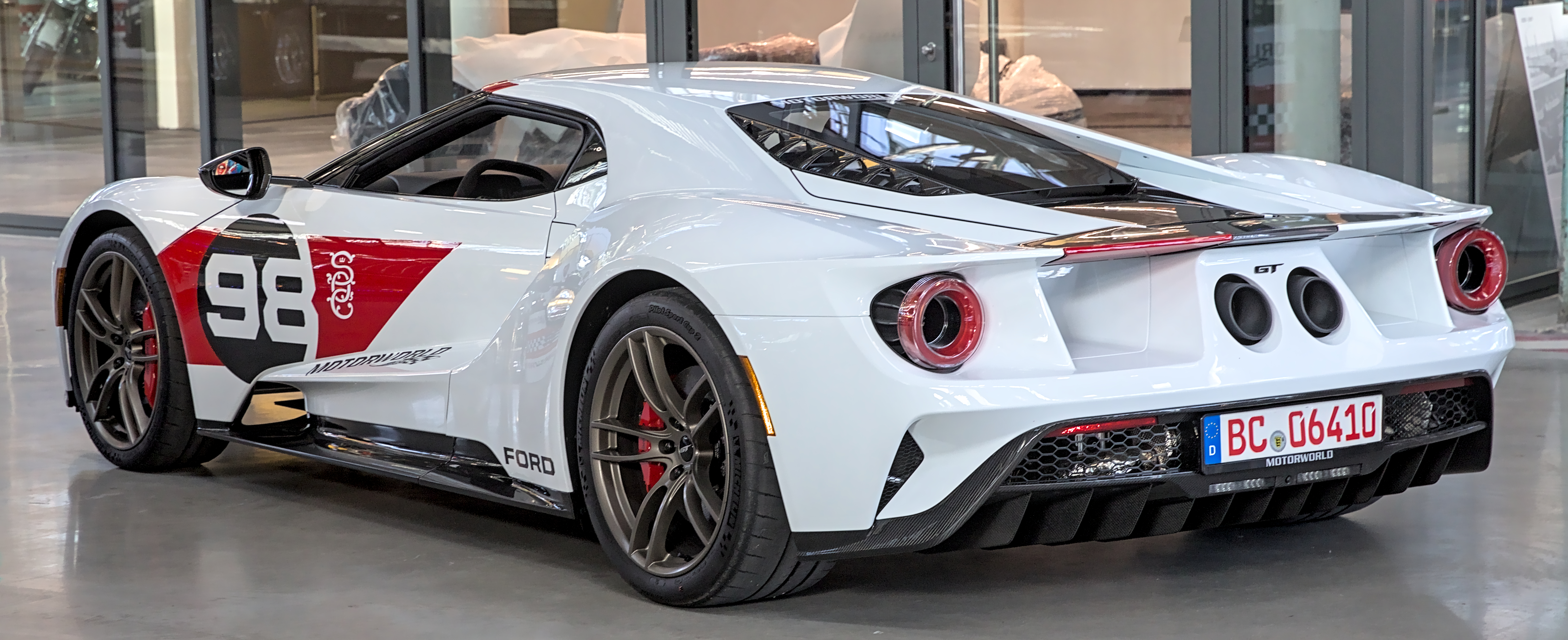
Ford GT 2021 Heritage Edition

In Anlehnung an das siegreiche Fahrzeug des 24-Stunden-Rennens von Daytona 1966 präsentierte Ford im August 2020 ein weiteres Modell der Heritage Edition. Es ist durch eine schwarze Motorhaube, rote Elemente, schwarze Streifen und die Startnummer 98 gekennzeichnet.

### 2022 Alan Mann Heritage Edition
Auf der Chicago Auto Show im Februar 2022 präsentierte Ford die Alan Mann Heritage Edition. Das Fahrzeug hat eine rot-goldene Lackierung und die Startnummer 16.

### 2022 Holman Moody Heritage Edition
Auf der New York International Auto Show im April 2022 präsentiert Ford die Holman Moody Heritage Edition, die zudem das letzte Sondermodell der Baureihe sein soll. Gestaltet ist das Fahrzeug in Anlehnung an den drittplatzierten GT40 beim 24-Stunden-Rennen von Le Mans 1966 in den Farben Gold und Rot.

### LM Edition
Die letzten 20 Modelle des GT wurden als LM Edition gefertigt. Die Grundlackierung ist in Liquid Silber gehalten, rote und blaue Farbdesigns ergänzen die Gestaltung des Fahrzeugs. Präsentiert wurde diese Variante im Oktober 2022.

## Motorsport

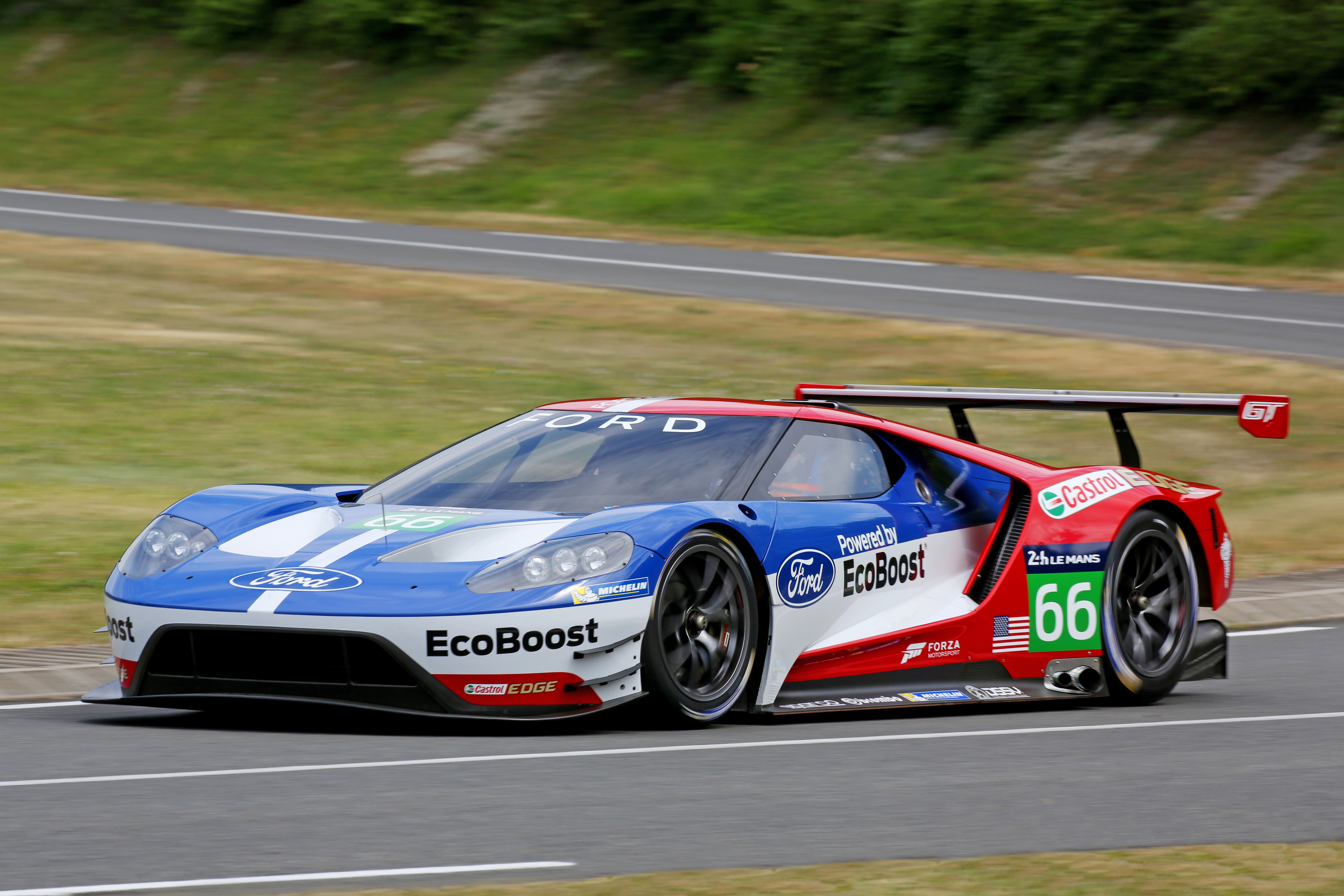
Rennversion für die FIA-Langstrecken-Weltmeisterschaft

Der Ford GT gab sein Renndebüt bei dem 24-Stunden-Rennen von Daytona 2016, die von Chip Ganassi Racing eingesetzten Fahrzeuge erreichten mit technischen Problemen den siebten und den neunten Platz in der GTLM-Klasse. In der IMSA Weathertech SportsCar Championship 2016 gewannen Ryan Briscoe und Richard Westbrook drei Rennen und belegten den zweiten Rang in der Gesamtwertung. Ford trat mit dem Team Chip Ganassi Racing UK mit zwei Fahrzeugen in der FIA-Langstrecken-Weltmeisterschaft 2016 in der Klasse LMGTE Pro an. Beim 24-Stunden-Rennen von Le Mans 2016 setzte das Team unter dem Namen Chip Ganassi Racing USA zwei zusätzliche Fahrzeuge ein. Eines dieser beiden Fahrzeuge konnte das Rennen mit dem Klassensieg beenden, das zweite erzielte den dritten Platz in der Klasse LMGTE Pro. Das beste der beiden von Chip Ganassi Racing UK eingesetzten Fahrzeugen erreichte mit einer Runde Rückstand Platz vier in der Klassenwertung.
2017 erzielte Chip Ganassi Racing mit den Fahrern Sébastien Bourdais, Joey Hand und Dirk Müller den Sieg in der GTLM-Klasse beim 24-Stunden-Rennen von Daytona.

### Daytona-Ergebnisse
| Jahr | Nr. | Team                      | Fahrer       | Fahrer             | Fahrer             | Runden | Rang (Gesamt) | Rang (Klasse) |
| ---- | --- | ------------------------- | ------------ | ------------------ | ------------------ | ------ | ------------- | ------------- |
| 2016 | 66  | Ford Chip Ganassi Racing  | Joey Hand    | Dirk Müller        | Sébastien Bourdais | 690    | 30            | 7             |
| 2016 | 67  | Ford Chip Ganassi Racing  | Ryan Briscoe | Richard Westbrook  | Stefan Mücke       | 560    | 39            | 9             |
| 2017 | 66  | Ford Chip Ganassi Racing  | Joey Hand    | Sébastien Bourdais | Dirk Müller        | 652    | 5             | 1             |
| 2017 | 67  | Ford Chip Ganassi Racing  | Scott Dixon  | Richard Westbrook  | Ryan Briscoe       | 624    | 27            | 10            |
| 2017 | 68  | Ford Chip Ganassi Team UK | Stefan Mücke | Olivier Pla        | Billy Johnson      | 652    | 11            | 7             |
| 2017 | 69  | Ford Chip Ganassi Team UK | Andy Priaulx | Harry Tincknell    | Tony Kanaan        | 652    | 9             | 5             |
| 2018 | 66  | Ford Chip Ganassi Racing  | Joey Hand    | Sébastien Bourdais | Dirk Müller        | 783    | 12            | 2             |
| 2018 | 67  | Ford Chip Ganassi Racing  | Ryan Briscoe | Scott Dixon        | Richard Westbrook  | 783    | 11            | 1             |
| 2019 | 66  | Ford Chip Ganassi Racing  | Joey Hand    | Dirk Müller        | Sébastien Bourdais | 559    | 27            | 7             |
| 2019 | 67  | Ford Chip Ganassi Racing  | Ryan Briscoe | Richard Westbrook  | Scott Dixon        | 570    | 13            | 4             |

fettgedruckte Werte = Bestwerte eines Ford GT

### Le-Mans-Ergebnisse
| Jahr | Nr. | Team                       | Fahrer          | Fahrer            | Fahrer             | Runden | Rang (Gesamt) | Rang (Klasse) |
| ---- | --- | -------------------------- | --------------- | ----------------- | ------------------ | ------ | ------------- | ------------- |
| 2016 | 66  | Ford Chip Ganassi Team UK  | Olivier Pla     | Stefan Mücke      | Billy Johnson      | 339    | 21            | 4             |
| 2016 | 67  | Ford Chip Ganassi Team UK  | Andy Priaulx    | Marino Franchitti | Harry Tincknell    | 306    | 40            | 9             |
| 2016 | 68  | Ford Chip Ganassi Team USA | Joey Hand       | Dirk Müller       | Sébastien Bourdais | 340    | 18            | 1             |
| 2016 | 69  | Ford Chip Ganassi Team USA | Ryan Briscoe    | Richard Westbrook | Scott Dixon        | 340    | 20            | 3             |
| 2017 | 66  | Ford Chip Ganassi Team UK  | Stefan Mücke    | Olivier Pla       | Billy Johnson      | 332    | 27            | 10            |
| 2017 | 67  | Ford Chip Ganassi Team UK  | Harry Tincknell | Andy Priaulx      | Luís Felipe Derani | 340    | 18            | 2             |
| 2017 | 68  | Ford Chip Ganassi Team USA | Joey Hand       | Tony Kanaan       | Dirk Müller        | 339    | 22            | 6             |
| 2017 | 69  | Ford Chip Ganassi Team USA | Ryan Briscoe    | Scott Dixon       | Richard Westbrook  | 337    | 23            | 7             |
| 2018 | 66  | Ford Chip Ganassi Team UK  | Stefan Mücke    | Olivier Pla       | Billy Johnson      | 340    | 21            | 6             |
| 2018 | 67  | Ford Chip Ganassi Team UK  | Harry Tincknell | Andy Priaulx      | Tony Kanaan        | 332    | 30            | 11            |
| 2018 | 68  | Ford Chip Ganassi Team USA | Joey Hand       | Dirk Müller       | Sébastien Bourdais | 343    | 17            | 3             |
| 2018 | 69  | Ford Chip Ganassi Team USA | Ryan Briscoe    | Richard Westbrook | Scott Dixon        | 324    | 39            | 14            |

fettgedruckte Werte = Bestwerte eines Ford GT

### Sebring-Ergebnisse
| Jahr | Nr. | Team                      | Fahrer            | Fahrer            | Fahrer             | Runden | Rang (Gesamt) | Rang (Klasse) |
| ---- | --- | ------------------------- | ----------------- | ----------------- | ------------------ | ------ | ------------- | ------------- |
| 2016 | 66  | Ford Chip Ganassi Racing  | Joey Hand         | Dirk Müller       | Sébastien Bourdais | 229    | 26            | 8             |
| 2016 | 67  | Ford Chip Ganassi Racing  | Ryan Briscoe      | Richard Westbrook | Scott Dixon        | 235    | 15            | 5             |
| 2017 | 66  | Ford Chip Ganassi Racing  | Joey Hand         | Dirk Müller       | Sébastien Bourdais | 334    | 8             | 2             |
| 2017 | 67  | Ford Chip Ganassi Racing  | Richard Westbrook | Ryan Briscoe      | Scott Dixon        | 334    | 10            | 4             |
| 2017 | 68  | Ford Chip Ganassi Team UK | Stefan Mücke      | Olivier Pla       | Billy Johnson      | 334    | 11            | 5             |
| 2018 | 66  | Ford Chip Ganassi Racing  | Dirk Müller       | Joey Hand         | Sébastien Bourdais | 277    | 38            | 9             |
| 2018 | 67  | Ford Chip Ganassi Racing  | Richard Westbrook | Scott Dixon       | Ryan Briscoe       | 328    | 13            | 4             |

fettgedruckte Werte = Bestwerte eines Ford GT

## Trivia
Aufgrund seiner Fahrleistungen ist der Ford GT in diversen Rennsimulationen vertreten. Sein Videospieldebüt hatte der Sportwagen im 2015 erschienenen Forza Motorsport 6, wo er auch das Cover des Videospiels ziert. Weitere Auftritte in Rennsimulationen hat das Fahrzeug unter anderem in Forza Motorsport 7, Forza Horizon 3, Project CARS 2, Need for Speed Payback, Gran Turismo Sport und iRacing.
Im März 2023 brachte Lego das Technic-Set 42154 Ford GT 2022 mit 1466 Teilen im Maßstab 1 : 12 heraus.